# Parafia św. Józefa Rzemieślnika w Częstochowie
Parafia Świętego Józefa Rzemieślnika w Częstochowie – rzymskokatolicka parafia, położona w dekanacie Częstochowa – św. Józefa, archidiecezji częstochowskiej w Polsce, erygowana w 1910.